# ロボタン
『ロボタン』は、漫画家の森田拳次と広告代理店の大広による、日本のメディアミックス作品。

## メインキャラ
ロボタン
声 - 神戸瓢介（旧版）、丸山裕子（リメイク版）
詳細は下記参照。
リメイク版ではカンちゃんのパパとママをそれぞれ「ととさん」「かかさん」と呼んでいる。体重は83kg（第11話より）。またバナナが大好物である（第27話以降に「マリリン及びその手下ロボットと戦い、失われたエネルギーを補給するため」と判明）。
青空貫一（カンちゃん）
声 - 三井洋子（旧版）、山田栄子（リメイク版）
ロボタンを良き友達として接する少年。リメイク版ではえんぴつ小学校の5年1組。
ボッチ
声 - 中里ひろみ（旧版）、坂本千夏（リメイク版）
本名（下の名前のみ）は「暮知」（くれとも）で「ボッチ」という呼称はそれに由来し、年齢は3歳。口におしゃぶりを咥えながら赤いベレー帽姿で現れ、眉間にしわを寄せている表情が特徴。常にロボタンへいたずらして毒舌を口にしたり、何か困らせてやろうと企んで毎回悪知恵を働かすライバルの1人。
なお旧版の本名は「伊地野悪太」（いじの わるた）だった。
キーコ
声 - 中森孝子（旧版）、田中真弓（リメイク版）
ボッチと一緒に付いて来る九官鳥。頭頂部から1本だけ髪の毛のようなものが出ており、赤いリボンがそれに結び付けられている。また右脚に赤い輪っかがある。ただの九官鳥ではなく、発言は全て自分の意思。

## テレビアニメ

### 第1作 (1966年)

#### 概要（第1作）
大広プロ制作でテレビアニメ化され、1966年10月から1968年9月まで、フジテレビほかにて全104回（全195話）が放送された。江崎グリコ一社提供のモノクロ作品。最高視聴率は24.4%を記録した（関東地区・ビデオリサーチ社の調査による）。
大阪府に拠点を置く広告代理店「大広」が企画製作を務め、ほとんどすべての作品制作作業は関西で行われている。
主人公のロボタン役には元落語家「三代目　林家染之助」という異色の経歴で、映画や舞台に活躍していた神戸瓢介を起用する。カンちゃん役には主に関西のテレビ・ラジオで活動していた三井洋子を起用し、キーコ役の中森孝子とボッチ役の中里ひろみはヤンマーの「ヤン坊・マー坊」役などを務める売れっ子声優だった。ボッチのパパ役には「チョーダイ!」のギャグで人気を得たコメディアン・財津一郎を起用し、ルーキー新一や「桂小米」時代の桂枝雀も声優で出演していた。
関西色の強い本作品であったが、キー局は大阪の関西テレビではなく、東京のフジテレビが担当している。
オープニングテーマのラストにはいわゆる「グリココール」が流れていたが、内容は旧版以前に放送されていた『鉄人28号』や、終了後に放送される『赤白パネルマッチ』で流れていたものとは異なっていた。このグリココールは、旧版以外に使われていない。

#### 製作（第1作）
当時、江崎グリコが『鉄人28号』に代わる新たなキャラクターを探していたところ、競合他社の不二家が提供する日本初のギャグアニメ『オバケのQ太郎』が大ヒットしていることに目を付け、同様のアニメを生み出す目的で企画された。
大広が音頭を取りプッペプロダクション、Aプロ（シンエイ動画の前身とは無関係）、サンプロダクション、ナカムラ・プロ（中村プロダクションとは無関係）などいくつかのプロダクションを組織化し、これらのスタジオが動画制作を担当して台詞・音楽・効果音などの収録や編集などのポストプロダクション（完パケ作業）は、大阪今橋にあった大広スタジオで行なわれた。後に、京都アニメーションなどほぼ全ての制作作業を関西で行うスタジオが現れたが、これらのスタジオもポストプロダクションは東京で行われているため、極めて異例である。
脚本担当は吉本新喜劇の若手作家・檀上茂（「檀上剛」名義）、東映出身の松原佳成を中心に執筆したが、番組は人気を得て放送延長が決定したため人員が増加され、後に作詞家として名を馳せるたかたかし（「タカタカシ」名義）や阿久悠、小学館にコントなどを発表した山口琢也（「山口豕也」名義）など、東京からも何人か脚本執筆に加わった。

#### オリジナルキャラクター
カンちゃんのおじいさん
声 - 不明
元海軍の軍人で頑固な性格。体操が好き。
伊地野（ボッチのパパ）
声 - 財津一郎
フランス被れの画家だが、大した作品は出していない。
ミカン / リンゴ
ミカン声 - 浅川美智子
リンゴ声- 不明
カンちゃんのクラスメートである双子の姉妹。衣装も殆ど同じだが、セーターの文字がミカンは「M」、リンゴは「R」となっている。

#### スタッフ（第1作）
- 原作・キャラクター原案 - 森田拳次
- 脚本 - 壇上剛、山口琢也、松原仮成、タカタカシ、阿久悠、若林一郎 他
- 演出・オーディオ演出 - 斧宏
- 絵コンテ - 谷口守泰、木下蓮三 他
- 作画 - 橋本剛、谷口守泰、木下蓮三、富永貞義、山口泰弘、白梅進 他

#### 主題歌（第1作）
オープニングテーマ
「ロボタンの歌」
作詞 - ロボタン企画グループ / 作曲 - 小倉靖 / 歌 - 古今亭志ん朝、ボーカル・ショップ / 台詞 - 神戸瓢介（ロボタン）、中里ひろみ（ボッチ）、中森孝子（キーコ）
エンディングテーマ
「ロボタン・マーチ」（前期）
作詞 - ロボタン企画グループ / 作曲 - 小倉靖 / 歌 - ハニー・ナイツ、中里ひろみ（ボッチ）、中森孝子（キーコ） / 台詞 - 神戸瓢介（ロボタン）
「見ちゃったんだヨの唄」（後期）
作詞 - 大広 / 作曲 - 小倉靖
「見ちゃったんだヨの唄」は、視聴者から替え歌を募集していた。

#### 各話リスト（第1作）
| 初放送日       | 回数 | 話数                            | サブタイトル                            |
| -------------- | ---- | ------------------------------- | --------------------------------------- |
| 1966年 10月4日 | 1    | 1                               | ぼくロボタンです                        |
| 1966年 10月4日 | 1    | 2                               | スーパー磁力のおみまいだ                |
| 10月11日       | 2    | 3                               | ゼンマイが切れた                        |
| 10月11日       | 2    | 4                               | 勲章をさがせ                            |
| 10月18日       | 3    | 5                               | 高いところは弱いんだ                    |
| 10月18日       | 3    | 6                               | ぼくはロボット第一号                    |
| 10月25日       | 4    | 7                               | 宇宙ロボットに挑戦だ                    |
| 10月25日       | 4    | 8                               | ぼくはガードマン                        |
| 11月1日        | 5    | 9                               | ロボタンの宝箱（1）                     |
| 11月1日        | 5    | 10                              | ロボタンの宝箱（2）                     |
| 11月8日        | 6    | 11                              | ポンコツノイローゼ                      |
| 11月8日        | 6    | 12                              | ロボタンの大発明                        |
| 11月15日       | 7    | 13                              | ロボタンの一日ママさん                  |
| 11月15日       | 7    | 14                              | 誕生日おめでとう                        |
| 11月22日       | 8    | 15                              | ロボタンの助け屋                        |
| 11月22日       | 8    | 16                              | ぼくは宇宙パイロット                    |
| 11月29日       | 9    | 17                              | ロボタンの猛勉強                        |
| 11月29日       | 9    | 18                              | 迷子はあつまれ                          |
| 12月6日        | 10   | 19                              | ロボタンの名ドライバー                  |
| 12月6日        | 10   | 20                              | 落とし物をさがせ                        |
| 12月13日       | 11   | 21                              | スキーにいきたい                        |
| 12月13日       | 11   | 22                              | ああねむらねい                          |
| 12月20日       | 12   | 23                              | ロボタンのクリスマス                    |
| 12月20日       | 12   | 24                              | 5年1組青空ロボタン                      |
| 12月27日       | 13   | 25                              | ジャンプ大会に優勝せよ                  |
| 12月27日       | 13   | 26                              | ロボタンのがまん会                      |
| 1967年 1月6日  | 14   | 27                              | ロボタンのお正月                        |
| 1967年 1月6日  | 14   | 28                              | いたずら作戦                            |
| 1月13日        | 15   | 29                              | おやつは銀行へあずけろ                  |
| 1月13日        | 15   | 30                              | ロボタンの腹ペコ作戦                    |
| 1月20日        | 16   | 31                              | さいみん術はべんりだな                  |
| 1月20日        | 16   | 32                              | ロボタンの選拳運動                      |
| 1月27日        | 17   | 33                              | 九官鳥を捕えろ                          |
| 1月27日        | 17   | 34                              | 家族教師を追い出せ                      |
| 2月3日         | 18   | 35                              | ロボタンのアフリカ旅行                  |
| 2月3日         | 18   | 36                              | ロボタンの花びん騒動                    |
| 2月10日        | 19   | 37                              | ロボタンの迷コーチ                      |
| 2月10日        | 19   | 38                              | ボッチ家のひっこし                      |
| 2月17日        | 20   | 39                              | ロボタンの迷探偵                        |
| 2月17日        | 20   | 40                              | ロボタンにおまかせ                      |
| 2月24日        | 21   | 41                              | ロボタン最大の作戦                      |
| 2月24日        | 21   | 42                              | ロボタンの特ダネ記者                    |
| 3月3日         | 22   | 43                              | いじめっこをやっつけろ                  |
| 3月3日         | 22   | 44                              | あした天気になれ                        |
| 3月10日        | 23   | 45                              | おこづかいを値上げしろ                  |
| 3月10日        | 23   | 46                              | 大人になりたい                          |
| 3月17日        | 24   | 47                              | よい子のボッチに気をつけろ              |
| 3月17日        | 24   | 48                              | ロボタンの子供演芸会                    |
| 3月24日        | 25   | 49                              | ロボタンのヒコーキ大会                  |
| 3月24日        | 25   | 50                              | ロボタンの勲章騒動                      |
| 3月31日        | 26   | 51                              | 原始時代はすばらしい                    |
| 3月31日        | 26   | 52                              | スポーツカーを守れ                      |
| 4月7日         | 27   | 53                              | プレゼントでごかいをとけ                |
| 4月7日         | 27   | 54                              | ロボタンのゴリラ騒動                    |
| 4月14日        | 28   | 55                              | だれのせわにもなりたくない              |
| 4月14日        | 28   | 56                              | にせロボタンと対決だ                    |
| 4月21日        | 29   | 57                              | モデルになってチョウダイ                |
| 4月21日        | 29   | 58                              | ロボタンのアドバルーン騒動              |
| 4月28日        | 30   | 59                              | ゲタ山先生がやってくる                  |
| 4月28日        | 30   | 60                              | アパッチなんかこわくない                |
| 5月5日         | 31   | 61                              | ロボタンのケチケチ教                    |
| 5月5日         | 31   | 62                              | ピクニックはたのしいな                  |
| 5月12日        | 32   | 63                              | ロボタンの透明人間                      |
| 5月12日        | 32   | 64                              | ロボタンの大ボラ合戦                    |
| 5月19日        | 33   | 65                              | ロボタンのスパイ入門                    |
| 5月19日        | 33   | 66                              | 全員から金をとれ                        |
| 5月26日        | 34   | 67                              | いそうろうを追い出せ                    |
| 5月26日        | 34   | 68                              | ロボタン化石さがし                      |
| 6月2日         | 35   | 69                              | ロボタンのおせじ作戦                    |
| 6月2日         | 35   | 70                              | ロボタンの交通パトロール                |
| 6月9日         | 36   | 71                              | 猫おじさんはこりごりだ                  |
| 6月9日         | 36   | 72                              | キー子のママがやってくる                |
| 6月16日        | 37   | 73                              | ダダーリンをつかまえろ                  |
| 6月16日        | 37   | 74                              | おすもうさんになりたい                  |
| 6月23日        | 38   | 75                              | 天才はバナナによわい                    |
| 6月23日        | 38   | 76                              | ジャングル博士がやってくる              |
| 6月30日        | 39   | 77                              | ヘッチャラ博士を守れ                    |
| 6月30日        | 39   | 78                              | 島の掟はきびしい                        |
| 7月7日         | 40   | 79                              | いじわるしんせつさん                    |
| 7月7日         | 40   | 80                              | ロボタン無人島たんけん                  |
| 7月14日        | 41   | 81                              | 火星人を助けろ!                         |
| 7月14日        | 41   | 82                              | 園長さんはつらい                        |
| 7月21日        | 42   | 83                              | スーパー仙人の巻物をうばえ              |
| 7月21日        | 42   | 84                              | ロボタンのカーボーイ                    |
| 7月28日        | 43   | 85                              | ロボタンの宇宙オヤツ戦争                |
| 7月28日        | 43   | 86                              | ロボタンの自動車きょうそう              |
| 8月4日         | 44   | 87                              | ロボタンの黒んぼう大会                  |
| 8月4日         | 44   | 88                              | 0点のひみつをまもれ                     |
| 8月11日        | 45   | 89                              | ロボタンのおみこし合戦                  |
| 8月11日        | 45   | 90                              | ガムで魚をつれ!                         |
| 8月18日        | 46   | 91                              | おばけなんかこわくない                  |
| 8月18日        | 46   | 92                              | 朝の体操におくれる                      |
| 8月25日        | 47   | 93                              | 夏休みの宿題はまかせろ                  |
| 8月25日        | 47   | 94                              | ラクガキ魔はだれだ                      |
| 9月1日         | 48   | 95                              | へんなガチャ子がやってきた              |
| 9月1日         | 48   | 96                              | ダンプ関所を突破せよ                    |
| 9月8日         | 49   | 97                              | カンちゃんの誕生パーティー              |
| 9月8日         | 49   | 98                              | ロボタンのうんどう会                    |
| 9月15日        | 50   | 99                              | ロボタンの科学者入門                    |
| 9月15日        | 50   | 100                             | サーカス見物もらくじゃない              |
| 9月22日        | 51   | 101                             | ロボタン号をとりもどせ                  |
| 9月22日        | 51   | 102                             | ボッチとキー子をたすけろ                |
| 9月29日        | 52   | 103                             | どうくつの秘密をまもれ                  |
| 9月29日        | 52   | 104                             | ガチャ子の家出騒動                      |
| 10月6日        | 53   | 105                             | 柿どろぼうはだれだ!                     |
| 10月6日        | 53   | 106                             | ぼくは忍者ロボタン丸                    |
| 10月13日       | 54   | 107                             | せっかちくんでおどろかせ                |
| 10月13日       | 54   | 108                             | へそ吉のパパをさがせ                    |
| 10月20日       | 55   | 109                             | カンちゃんと絶交だ                      |
| 10月20日       | 55   | 110                             | ピカ坊のおもりはつらい                  |
| 10月27日       | 56   | 111                             | せっかちくん気をつけろ                  |
| 10月27日       | 56   | 112                             | 宿題はじぶんでやれ                      |
| 11月3日        | 57   | 113                             | ロボタンの大ぼうけん（1）               |
| 11月3日        | 57   | 114                             | ロボタンの大ぼうけん（2）               |
| 11月10日       | 58   | 115                             | 栗ひろいはこりごりだ                    |
| 11月10日       | 58   | 116                             | ロボタンの子ブタ騒動                    |
| 11月17日       | 59   | 117                             | ごみ多きところに宝ものあり              |
| 11月17日       | 59   | 118                             | ロボタンの迷保安官                      |
| 11月24日       | 60   | 119                             | 100点くんのひみつをさぐれ               |
| 11月24日       | 60   | 120                             | すもう大会におくれるな                  |
| 12月1日        | 61   | 121                             | 怪盗ルパンをつかまえろ                  |
| 12月1日        | 61   | 122                             | ロボタンのタイムマシン騒動              |
| 12月8日        | 62   | 123                             | めがねときゅうりちゃんはどこにいる      |
| 12月8日        | 62   | 124                             | ロボタンの放送局                        |
| 12月15日       | 63   | 125                             | カンちゃんのかたきをうて                |
| 12月15日       | 63   | 126                             | 3匹のドラ猫をつかまえろ                 |
| 12月22日       | 64   | 127                             | 七面鳥をたすけろ                        |
| 12月22日       | 64   | 128                             | ロボタンのヒコーキ旅行                  |
| 12月29日       | 65   | 129                             | ロボタンの南極旅行                      |
| 12月29日       | 65   | 130                             | ロボタンのお年玉値上げ                  |
| 1968年 1月5日  | 66   | 131                             | ロボタンの宇宙大戦争（1）               |
| 1968年 1月5日  | 66   | 132                             | ロボタンの宇宙大戦争（2）               |
| 1月12日        | 67   | 133                             | ロボタンの雪だるま大会                  |
| 1月12日        | 67   | さいみん術はべんりだな          |                                         |
| 1月19日        | 68   | 134                             | ロボタンの柔道修業                      |
| 1月19日        | 68   | 135                             | ガチャ子の家来はこりごりだ              |
| 1月26日        | 69   | 136                             | 雪男スキー場にあらわる                  |
| 1月26日        | 69   | 137                             | 逃亡者をたすけろ                        |
| 2月2日         | 70   | 138                             | 青い目のドロンちゃん                    |
| 2月2日         | 70   | ぼくは忍者ロボタン丸            |                                         |
| 2月9日         | 71   | 139                             | 寒さなんかふっとばせ                    |
| 2月9日         | 71   | 140                             | ロボタンのホームラン王                  |
| 2月16日        | 72   | 141                             | パパタバコやめて                        |
| 2月16日        | 72   | 142                             | ロボタンのかくれんぼ騒動                |
| 2月23日        | 73   | 143                             | ふうせん手紙をとばそう                  |
| 2月23日        | 73   | 144                             | スパルタ教育はきびしいな                |
| 3月1日         | 74   | 145                             | ロボタンのぼうけん大レース              |
| 3月8日         | 75   |                                 | 九官鳥をつかまえろ                      |
| 3月8日         | 75   | 146                             | へんそうはたのしいな                    |
| 3月15日        | 76   | 147                             | 将棋じいさんを追い出せ                  |
| 3月15日        | 76   | 148                             | ボッチのおじさんをもてなそう            |
| 3月22日        | 77   | 149                             | 落としものに手を出すな                  |
| 3月22日        | 77   | スーパー仙人の巻物をうばえ      |                                         |
| 3月29日        | 78   | 150                             | いねむり怪獣ロボゴン                    |
| 3月29日        | 78   | 151                             | 早くこいこい新学期                      |
| 4月5日         | 79   | 152                             | ロボタン学校へいく（1）                 |
| 4月5日         | 79   | 153                             | ロボタン学校へいく（2）                 |
| 4月12日        | 80   | 153                             | ぼくは柔道部のキャプテンだ（1）         |
| 4月12日        | 80   | 154                             | ぼくは柔道部のキャプテンだ（2）         |
| 4月19日        | 81   | 154                             | 消えた優勝旗をさがせ（1）               |
| 4月19日        | 81   | 155                             | 消えた優勝旗をさがせ（2）               |
| 4月26日        | 82   | 156                             | さんかん日はたのしいな（1）             |
| 4月26日        | 82   | 157                             | さんかん日はたのしいな（2）             |
| 5月3日         | 83   | 158                             | いねむり病のなぞをさぐれ（1）           |
| 5月3日         | 83   | 159                             | いねむり病のなぞをさぐれ（2）           |
| 5月10日        | 84   | 160                             | 母の日の作文をつくれ（1）               |
| 5月10日        | 84   | 161                             | 母の日の作文をつくれ（2）               |
| 5月17日        | 85   | 162                             | 100点くんを見ならえ（1）                |
| 5月17日        | 85   | 163                             | 100点くんを見ならえ（2）                |
| 5月24日        | 86   | 164                             | ちゃびんさんごくろうさん（1）           |
| 5月24日        | 86   | 165                             | ちゃびんさんごくろうさん（2）           |
| 5月31日        | 87   | 166                             | もうれつ教育できたえろ（1）             |
| 5月31日        | 87   | 167                             | もうれつ教育できたえろ（2）             |
| 6月7日         | 88   | 168                             | メーメーこやぎのいたずら台風（1）       |
| 6月7日         | 88   | 169                             | メーメーこやぎのいたずら台風（2）       |
| 6月14日        | 89   | 170                             | ロボタンの恐竜大作戦（1）               |
| 6月14日        | 89   | 171                             | ロボタンの恐竜大作戦（2）               |
| 6月21日        | 90   |                                 | ロボタンの大ぼうけん（1）               |
| 6月21日        | 90   | ロボタンの大ぼうけん（1）       |                                         |
| 6月28日        | 91   | 172                             | かみなりさんのるすをまもれ（1）         |
| 6月28日        | 91   | 173                             | かみなりさんのるすをまもれ（2）         |
| 7月5日         | 92   | 174                             | 学校あらしをつかまえろ（1）             |
| 7月5日         | 92   | 175                             | 学校あらしをつかまえろ（2）             |
| 7月12日        | 93   | 176                             | 大ざる山のぼうけん（1）                 |
| 7月12日        | 93   | 177                             | 大ざる山のぼうけん（2）                 |
| 7月19日        | 94   | 178                             | 明日から楽しい夏休み（1）               |
| 7月19日        | 94   | 179                             | 明日から楽しい夏休み（2）               |
| 7月26日        | 95   |                                 | 全員から金をとれ                        |
| 7月26日        | 95   | キー子のママがやってくる        |                                         |
| 8月2日         | 96   | 180                             | オバケでオバケをやっつけろ（1）         |
| 8月2日         | 96   | 181                             | オバケでオバケをやっつけろ（2）         |
| 8月9日         | 97   | 182                             | ロボタンの臨海学校（1）                 |
| 8月9日         | 97   | 183                             | ロボタンの臨海学校（2）                 |
| 8月16日        | 98   | 184                             | ロボタンの宇宙大作戦（1）               |
| 8月16日        | 98   | 185                             | ロボタンの宇宙大作戦（2）               |
| 8月23日        | 99   | 186                             | ロボタンのコロリ大忍法（1）             |
| 8月23日        | 99   | 187                             | ロボタンのコロリ大忍法（2）             |
| 8月30日        | 100  | 188                             | ワークブックは宿題屋さんにまかせろ（1） |
| 8月30日        | 100  | 189                             | ワークブックは宿題屋さんにまかせろ（2） |
| 9月6日         | 101  | 190                             | ひまわり先生学校やめないで（1）         |
| 9月6日         | 101  | 191                             | ひまわり先生学校やめないで（2）         |
| 9月13日        | 102  | 192                             | ロボット星の小学校はすばらしい（1）     |
| 9月13日        | 102  | 193                             | ロボット星の小学校はすばらしい（2）     |
| 9月20日        | 103  |                                 | ロボタンのぼうけん大レース（1）         |
| 9月20日        | 103  | ロボタンのぼうけん大レース（1） |                                         |
| 9月27日        | 104  | 194                             | さよならロボタン（1）                   |
| 9月27日        | 104  | 195                             | さよならロボタン（2）                   |

#### 放送局（第1作）
| 放送期間                                              | 放送時間                              | 放送局       | 対象地域・備考・出典 |
| ----------------------------------------------------- | ------------------------------------- | ------------ | -------------------- |
| 1966年10月4日 - 12月27日 1967年1月6日 - 1968年9月27日 | 火曜 19:30 - 20:00 金曜 19:00 - 19:30 | フジテレビ   | 関東広域圏 /         |
|                                                       |                                       | 札幌テレビ   | 北海道 /             |
|                                                       |                                       | 仙台放送     | 宮城県 /             |
|                                                       |                                       | 東海テレビ   | 中京広域圏 /         |
|                                                       |                                       | 関西テレビ   | 近畿広域圏 /         |
|                                                       |                                       | テレビ西日本 | 福岡県 /             |
| 1967年1月6日 - 1968年9月27日                          | 金曜 19:00 - 19:30                    | 青森放送     | 青森県 /             |
|                                                       |                                       | 秋田放送     | 秋田県 /             |
|                                                       |                                       | 山形放送     | 山形県 /             |
|                                                       |                                       | 北日本放送   | 富山県 /             |
|                                                       |                                       | 北陸放送     | 石川県 /             |
|                                                       |                                       | 福井放送     | 福井県 /             |
|                                                       |                                       | 信越放送     | 長野県 /             |
|                                                       |                                       | 山梨放送     | 山梨県 /             |
|                                                       |                                       | 静岡放送     | 静岡県 /             |
|                                                       |                                       | 日本海テレビ | 鳥取県 /             |
|                                                       |                                       | 山陰放送     | 島根県 /             |
|                                                       |                                       | 広島テレビ   | 広島県 /             |
|                                                       |                                       | 山口放送     | 山口県 /             |
|                                                       |                                       | 西日本放送   | 香川県 /             |
|                                                       |                                       | 南海放送     | 愛媛県 /             |
|                                                       |                                       | 長崎放送     | 長崎県 /             |
|                                                       |                                       | 熊本放送     | 熊本県 /             |
|                                                       |                                       | 大分放送     | 大分県 /             |
|                                                       |                                       | 宮崎放送     | 宮崎県 /             |
| 1967年1月13日 - 1968年10月4日                         | 金曜 18:00 - 18:30                    | 新潟放送     | 新潟県 /             |
| 1967年1月18日 - 2月8日 1967年2月17日 - 1968年9月27日  | 水曜 18:15 - 18:45 金曜 19:00 - 19:30 | 福島テレビ   | 福島県 /             |
| 1967年1月21日 - 9月30日                               | 土曜 18:00 - 18:30                    | 岩手放送     | 岩手県 /             |
| 1967年2月6日 - 不明                                   | 月曜 18:00 - 18:30                    | 南日本放送   | 鹿児島県 /           |
| （放送期間不明）                                      |                                       | 四国放送     | 徳島県 /             |
|                                                       | 金曜 18:15 - 18:45                    | 高知放送     | 高知県 /             |
|                                                       | （放送時間不明）                      | 沖縄テレビ   | 沖縄県               |
| 岡山放送（岡山県）では本放送終了後に放送。            |                                       |              |                      |

#### 映像の保管状況・ソフト化（第1作）
放送以降、映像ソフトが発売されたことはない。
2010年代に大広は保存されていたネガフィルムを処分しており、その後は中古市場やYahoo!オークションなどに流通した。そのため、映像はスタッフが個人的に保管するものを除いて散逸状態にあるとされる。
| フジテレビ 火曜 19:30 - 20:00                                             | フジテレビ 火曜 19:30 - 20:00                                                            | フジテレビ 火曜 19:30 - 20:00                                                                  |
| 前番組                                                                    | 番組名                                                                                   | 次番組                                                                                         |
| ------------------------------------------------------------------------- | ---------------------------------------------------------------------------------------- | ---------------------------------------------------------------------------------------------- |
| スターヒットショー （1966年9月6日 - 9月27日） - ※月曜 20:30 - 20:56へ移動 | ロボタン（第1作・第1回 - 第13回） （1966年10月4日 - 12月27日） - ※ここからアニメ枠       | 遊星仮面（第32話 - 第39話） （1967年1月3日 - 2月21日）                                         |
| フジテレビ 金曜 19:00 - 19:30                                             |                                                                                          |                                                                                                |
| 遊星仮面（第1話 - 第31話） （1966年6月3日 - 12月30日）                    | ロボタン（第1作・第14回 - 第104回） （1967年1月6日 - 1968年9月27日） - ※ここまでアニメ枠 | グリコドキドキ運動会 赤かて!白かて! （1968年10月4日 - 1969年8月1日） - ※ここからバラエティ番組 |

### 第2作 (1986年)

#### 概要（第2作）
1986年1月から9月まで、読売テレビ・日本テレビ系列ほかにて放送された。全33回（全66話）。最高視聴率は12.0%、平均視聴率は9.5%を記録した（関東地区・ビデオリサーチ社の調査による）。
当時27歳だった諏訪道彦のアニメプロデューサーデビュー作でもある。

#### 新旧との相違点
ロボタンの設定
- 旧版では明治時代に作られたロボット第1号だったが、リメイク版ではロボロボ星のロボットだった。
- 旧版ではロボット展示会に展示されていたのを、青空家に買われて居候となるが、リメイク版では電波に乗ってカンちゃんのパソコンから登場し、そのまま青空家の居候となった。
- ロボタンの超能力は、旧版では飛行能力とスーパー磁力だけだったが、リメイク版ではその2つ（それぞれ「ロボタンコプター」及び「ロボタンスナッチ」と改名）の他に、多彩な能力が有る。

ロボタンコプター…左胸についている勲章のようなもの（メダリオン）を引っ張ると頭頂部の羽が数倍大きくなり、ヘリコプターの役割を果たす。ただし、高度10m以上は飛行不可。
ロボタンスコープ…耳部分の輪っかを回すと目が飛び出て望遠鏡の役割を果たす。
ロボタンハンド…お腹の蓋を開けて出てくるパソコンのディスプレイから、キー操作でマジックハンドのようなものが出て来る。
ロボタンくるくるマウス…2〜3回両腕を回した後、右手を口元に添えて息を吹きかけるような動作（これは省略される場合もある）をすると、小規模なつむじ風が発生する。
ロボタンローラー…踝（くるぶし）部分の輪っかが数倍（ローラースケートの車輪と同程度まで）大きくなる。
ロボタンスナッチ…そのかけ声とともに特殊な光線のようなものが出て、対象物をそれの材質に関係なく引き寄せることができる。
青空家の設定
- カンちゃん・パパ・ママは新旧同じだが、旧版のみ元海軍軍人の祖父が登場している。

ボッチの家の設定
- 旧版での姓は「伊地野」だが、リメイク版では「雨森」となる。
- ボッチのパパの職業は、旧版では画家だが、リメイク版ではロボット科学者となる。

その他の設定
- 旧版の設定時期は現代（1966年頃）だが、リメイク版では近未来となる。
- ロボタンの台詞の語尾に「デッス」、ボッチの台詞の語尾に「ボッチ」と付けられる設定も旧版には存在しなかった。

#### リメイク版でのサブキャラ
第27話でマリリンが登場してからは、彼女とボッチの両親以外はほとんど出てこなくなった。
青空貫三郎（カンちゃんのパパ）
声 - 池水通洋
カンちゃんのママ
声 - 岡雅子
雨森評六（ボッチのパパ）
声 - 緒方賢一
年齢は37歳。科学者だが白衣は着ておらず、容姿はインディオ風。
雨森寛子（ボッチのママ）
声 - 秋元千賀子
年齢は35歳。いわゆる「教育ママ」。ボッチが失敗する度に、体格（女子プロレスラー選手のような体つき）を生かして彼にプロレス技をかけるなど少々粗暴な面もあるが、普段は日常会話で「〜ですますです」という過激な（？）敬語を使用している。
竹松ウメ
声 - 深見理佳
カンちゃんたちの担任。和服が普段着らしい。帯の背中側に交通標識の「進入禁止」のような印がある。体重は53kg。24歳（第33話Aパートより）。
海野山登
声 - 安西正弘
えんぴつ小学校の体育教師。大学では体育科学を専攻していた。彼もやはり和服が普段着。ウメ先生に片想いらしいが、彼女からはほとんど相手にされていない。26歳。
ハナちゃん
声 - 池本小百合
カンちゃんのクラスの委員長。一人称は「あたし」だが、時々「ハナちゃん」になる時がある。カッターシャツの左襟とソックスにサクランボのワンポイントがある。
ダンプ
声 - 上村典子
前面に「だ」と大書されたセーターを常に着ている（体育授業中の体操着などでも全て同様の仕様）。
金作
声 - 小粥よう子
いつもダンプと一緒にいるメガネ君（ただし、メガネはボッチとその両親のように縁取りではない）。ソロバンまたは電卓を決して手離さない。
マリリン
声 - 潘恵子
第27話Aパートから登場するオジャマ星（設定に基づく）出身のアンドロイドの少女。自分を女王と名乗り、地球を自分好みのピンク色に変えようと毎回さまざまなロボットを繰り出してロボタンと対決する。ロボットに指令を与える時はいつもカボッチャ・スーツなる宇宙服を着用し、飛行メカ・プリンスクーターを駆る。第33話Bパートでロボタンの動力源がバナナミンであることを知り、彼を駆逐するために偽名「鞠リン子」を名乗る。宇宙服を着用していない時は正体を明かさないようにしているのだが、登場したての頃にはロボタンに惚れられてしまい、本人も困り果てている。
校長先生
声 - 西川幾雄
えんぴつ小学校の校長。

#### リメイク版でのゲストキャラ
ミス・ドーリィ
声 - 篠原さなえ
第13話Bパートに登場。街にやってきたサーカス団で猛獣使いを担当する少女。体格は少々太めなのに、なぜかロボタンに一目ぼれされる。
「算数拳道場」の師匠
声 - 北村弘一
第14話Aパートに登場。
ロボタンのパパ（本物）
声 - 池水通洋
ロボタンのママ（本物）
声 - 岡雅子
以上2人は第14話Bパートのロボタンによる回想シーンで登場。
ロボタンのパパ（偽物）
声 - 緒方賢一
ロボタンのママ（偽物その1）
声 - 池水通洋
ロボタンのママ（偽物その2）
声 - 坂本千夏
以上3人は第14話Bパートでの授業参観のシーンで登場。しかし、すぐに正体がバレてしまう（順にボッチのパパ・カンちゃんのパパ・ボッチの変装した姿）。
ウメ先生のパパ
ウメ先生のママ
声 - 丸山裕子
以上2人は第23話Aパートに登場。

#### スタッフ（第2作）
- 企画原案 - 菅沼章五（大広）[44]
- 企画協力 - 森田拳次
- 音楽 - 小六禮次郎
- キャラクターデザイン - 平山智、鈴木信一
- 文芸 - 小野田博之
- 美術監督 - 水谷利春、宮前光春
- 撮影監督 - 野村隆、小林健一
- 録音監督 - 加藤敏
- 音楽監督 - 鈴木清司
- 編集 - 鶴渕允寿、高橋和子
- 制作担当 - 柳内一彦
- プロデューサー - 松井俊夫（大広）、加藤俊三・徳永元嘉（東京ムービー）、諏訪道彦（よみうりテレビ）
- チーフディレクター - 不在→奥脇雅晴
- 録音技術 - 金切潤
- 効果 - 宮田音響
- 選曲 - 合田豊
- タイトル - 高具秀雄
- 色指定 - 池内道子
- 特殊効果 - 林好美
- 録音 - 東北新社
- 現像 - 東京現像所
- 制作進行 - 南部正昭、福丸教幸、高橋伸治、田上久美子、深井利行、小笠忠孝、木川田清一
- 制作 - 東京ムービー新社[44]、大広、よみうりテレビ

#### 主題歌（第2作）
「ボクはロボタン」
丸山裕子によるオープニングテーマ。作詞は京夢美、作曲は和泉常寛、編曲は小六禮次郎。
「ロボタンサンバ」
丸山裕子によるエンディングテーマ。作詞は山本正之、作曲は羽田健太郎、編曲は小六禮次郎。

#### 各話リスト（第2作）
本放送時と再放送時で、エピソードの順番が一部異なっている。
| 話数 | 初放送日      | サブタイトル                        | 脚本       | (絵コンテ) 演出       | 作画監督   |
| ---- | ------------- | ----------------------------------- | ---------- | --------------------- | ---------- |
| 1    | 1986年 1月6日 | ロボタン華麗に登場デッス            | 城山昇     | こだま兼嗣            | こだま兼嗣 |
| 1    | 1986年 1月6日 | ロボタン入学作戦デッス              | 城山昇     | 竹内啓雄              | 鈴木信一   |
| 2    | 1月13日       | クラス委員選挙は戦いデッス          | 武上純希   | こだま兼嗣            | こだま兼嗣 |
| 2    | 1月13日       | ロボタン欲しいデッス                | 田口成光   | 大賀俊二              | 向中野義雄 |
| 3    | 1月20日       | アルバイトはつらいデッス            | 桜井正明   | 森脇真琴              | 朝倉隆     |
| 3    | 1月20日       | サッカーはおまかせデッス            | 浦沢義雄   | 向島渡                | 鳥居愛緒   |
| 4    | 1月27日       | カメラマンは大変デッス              | 平野靖士   | (三河島五郎) 青木悠三 | こだま兼嗣 |
| 4    | 1月27日       | 憧れのルンルンデートデッス          | 武上純希   | 本郷満                | 柳田義明   |
| 5    | 2月3日        | バナナが消えたデッス                | 浦沢義雄   | 小林和彦              | 柳田義明   |
| 5    | 2月3日        | 家庭訪問はいやデッス                | 城山昇     | 森脇真琴              | 木上益治   |
| 6    | 2月10日       | カバンがないと大変デッス            | 桜井正明   | 鈴木幸雄              | 鳥居愛緒   |
| 6    | 2月10日       | バレンタインはクタクタデッス        | 武上純希   | やすみ哲夫            | 鈴木信一   |
| 7    | 2月17日       | スマート身体検査デッス              | 武上純希   | 中村孝一郎            | 柳田義明   |
| 7    | 2月17日       | たたりはコワイデッス                | 金春智子   | 福留政彦              | 藤岡正宣   |
| 8    | 2月24日       | スキー場は大パニックデッス          | 円城康彦   | 松島明子              | 富沢雄三   |
| 8    | 2月24日       | 家族対抗雪合戦デッス                | 山本優     | 曽我部孝              | 鈴木寿美   |
| 9    | 3月3日        | マラソンは大嫌いデッス              | 浦沢義雄   | 松島明子              | 吉田利喜   |
| 9    | 3月3日        | 子ネコ大好き大騒動デッス            | 武上純希   | 吉田しげつぐ          | 鈴木信一   |
| 10   | 3月10日       | ボクは親切おまわりさんデッス        | 山本優     | 福留政彦              | 古川達也   |
| 10   | 3月10日       | バーゲンセールは命がけデッス        | 山本優     | 吉田しげつぐ          | 平山智     |
| 11   | 3月17日       | プロレス入門デッス                  | 武上純希   | やすみ哲夫            |            |
| 11   | 3月17日       | 発明家ロボタンデッス                | 桜井正明   | 本郷満                | 柳田義明   |
| 12   | 3月24日       | おいしんぼロボタンデッス            | 浦沢義雄   | 青木悠三              | 向中野義雄 |
| 12   | 3月24日       | ボクのヒーロー宣言デッス            | 金春智子   | 曽我部孝              | 柳野龍男   |
| 13   | 3月31日       | 秘密の宝はどこデッス                | 武上純希   | 井内秀治              | 鳥居愛緒   |
| 13   | 3月31日       | 恐怖の猛獣使いデッス                | 山本優     | 鈴木幸雄              |            |
| 14   | 4月7日        | 塾に行きたいデッス                  | 武上純希   | 板倉則子              | 鳥居愛緒   |
| 14   | 4月7日        | 授業参観母恋しデッス                | 菅沼章五   | 中村隆太郎            | 礼木幾夫   |
| 15   | 4月14日       | テレビ出演OKデッス                  | 武上純希   | 松島明子              |            |
| 15   | 4月14日       | ロボタン・ピューター野球デッス      | 高屋敷英夫 | 有原誠治              |            |
| 16   | 4月21日       | 落書犯は許せないデッス              | 山本優     | 森脇真琴              |            |
| 16   | 4月21日       | シェイプアップロボタンデッス        | 高屋敷英夫 | 朝倉隆                |            |
| 17   | 4月28日       | 防災訓練は命がけデッス              | 吉岡浩     | 本郷満                | 柳田義明   |
| 17   | 4月28日       | 地獄の禁バナナデッス                | 浦沢義雄   | こだま兼嗣            |            |
| 18   | 5月5日        | カンちゃん誘拐事件デッス            | 平野靖士   | 福留政彦              |            |
| 18   | 5月5日        | ロボタンのアニキはつらいよデッス    | 武上純希   | やすみ哲夫            |            |
| 19   | 5月12日       | ドクターロボタン診察記デッス        | 田部俊行   | 鈴木寿美              | 鈴木寿美   |
| 19   | 5月12日       | ウルトラコプター改造秘話デッス      | 桜井正明   | 井内秀治              | 鳥居愛緒   |
| 20   | 5月26日       | ぼくはスーパーロボデッス            | 寺田憲史   | 福留政彦              | 富沢雄三   |
| 20   | 5月26日       | 気分はトップモデルデッス            | 翁妙子     | 松島明子              | 古川達也   |
| 21   | 6月2日        | ロボタンの大弱点見ーつけたデッス    | 花園由宇保 | 三河島五郎            | 柳野龍男   |
| 21   | 6月2日        | 無頼派ロボタン男旅デッス            | 田部俊行   | 森脇真琴              | 鈴木信一   |
| 22   | 6月9日        | ウメ先生お見合ジャマ作戦デッス      | 武上純希   | こだま兼嗣            | 小手指健   |
| 22   | 6月9日        | ヘンテコロボタン公園デッス          | 山本優     | 本郷満                | 柳田義明   |
| 23   | 6月23日       | ときめきビデオ撮影デッス            | 浦沢義雄   | 三河島五郎            | 鳥居愛緒   |
| 23   | 6月23日       | ロボタンと宝くじを当てようデッス    | 高屋敷英夫 | 奥脇雅晴              |            |
| 24   | 6月30日       | 強敵!ジャイアントロボタン登場デッス | 武上純希   | 本郷満                | 柳田義明   |
| 24   | 6月30日       | 元気の出る農場デッス                | 山本優     | 森脇真琴              | 鈴木信一   |
| 25   | 7月14日       | ニンニンニンジャロボタンデッス      | 翁妙子     | 本郷満                | 柳田義明   |
| 25   | 7月14日       | え〜っ!ロボットが病気?デッス        | 吉岡浩     | 井内秀治              | 向中野義雄 |
| 26   | 7月21日       | ヘソクリは110番へ!?デッス           | 平野靖士   | 奥脇雅晴              | 原田浩     |
| 26   | 7月21日       | おとしよりは親切にデッス            | 桜井正明   | やすみ哲夫            | 朝倉隆     |
| 27   | 7月28日       | ブリッ子アンドロイド新登場デッス    | 武上純希   | 奥脇雅晴              | 平山智     |
| 27   | 7月28日       | スーパーロボタン大活躍デッス        | 武上純希   | 井内秀治              | 鳥居愛緒   |
| 28   | 8月4日        | 炎熱地獄!ロボタンメカ大ピンチデッス | 寺島優     | こだま兼嗣            | 鈴木信一   |
| 28   | 8月4日        | 大変!お家が沈んじゃうデッス         | 翁妙子     | 三河島五郎            | 向中野義雄 |
| 29   | 8月11日       | みんな迷惑!?家電合体ロボデッス      | 武上純希   | 奥脇雅晴              |            |
| 29   | 8月11日       | 変身ロボのテレビジャックデッス      | 吉岡浩     | こだま兼嗣            |            |
| 30   | 8月18日       | 涼しさ満点!?花火ウォーズデッス      | 武上純希   | 井内秀治              |            |
| 30   | 8月18日       | えっ!?人間と犬が大逆転デッス        | 寺田憲史   | 三河島五郎            |            |
| 31   | 8月25日       | 学校破壊ロボを倒せデッス            | 寺島優     | 板倉則子              |            |
| 31   | 8月25日       | ロボタン対吸血お化けやぶ蚊デッス    | 寺島優     | 前園文夫              |            |
| 32   | 9月1日        | マリリンが海を征服しちゃったデッス  | こば準治   | 奥脇雅晴              |            |
| 32   | 9月1日        | ターゲットはロボタンデッス          | 武上純希   | やすみ哲夫            |            |
| 33   | 9月15日       | 交通渋滞大混乱デッス                | 武上純希   | 本郷満                | 柳田義明   |
| 33   | 9月15日       | ボクのマドンナはバナナが嫌いデッス  | 武上純希   | 奥脇雅晴              | 鳥居愛緒   |

※9月22日、9月29日の放送は既存のエピソードの再放送。

#### 放送局（第2作）
| 放送期間                                                                            | 放送時間                              | 放送局         | 対象地域       | 備考                        |
| ----------------------------------------------------------------------------------- | ------------------------------------- | -------------- | -------------- | --------------------------- |
| 1986年1月6日 - 9月15日                                                              | 月曜 19:00 - 19:30                    | 読売テレビ     | 近畿広域圏     | 制作局 /                    |
|                                                                                     |                                       | 札幌テレビ     | 北海道         | [ 48 ] [ 49 ]               |
|                                                                                     |                                       | ミヤギテレビ   | 宮城県         |                             |
|                                                                                     |                                       | 福島中央テレビ | 福島県         |                             |
|                                                                                     |                                       | 日本テレビ     | 関東広域圏     | [ 50 ] [ 51 ]               |
|                                                                                     |                                       | テレビ新潟     | 新潟県         |                             |
|                                                                                     |                                       | テレビ信州     | 長野県         |                             |
|                                                                                     |                                       | 静岡第一テレビ | 静岡県         |                             |
|                                                                                     |                                       | 中京テレビ     | 中京広域圏     | [ 52 ] [ 53 ]               |
|                                                                                     |                                       | 広島テレビ     | 広島県         |                             |
|                                                                                     |                                       | 西日本放送     | 香川県・岡山県 |                             |
|                                                                                     |                                       | 福岡放送       | 福岡県         | [ 54 ] [ 55 ]               |
|                                                                                     |                                       | テレビ長崎     | 長崎県         |                             |
|                                                                                     |                                       | 熊本県民テレビ | 熊本県         |                             |
| 1986年1月29日 - 3月26日 1986年4月2日 - 9月24日                                      | 水曜 16:55 - 17:25 水曜 16:00 - 16:30 | テレビ大分     | 大分県         | [ 56 ] [ 57 ] [ 58 ] [ 59 ] |
| （遅れネット）                                                                      | 金曜 11:00 - 11:30                    | 高知放送       | 高知県         |                             |
|                                                                                     | 火曜 16:30 - 17:00                    | 沖縄テレビ     | 沖縄県         |                             |
| 放送時間は、個別に出典が提示されているものを除き1986年8月中旬 - 9月上旬時点のもの。 |                                       |                |                |                             |

#### ソフト化（第2作）
第一作同様、映像ソフトは発売されていない。ただし、1999年に発売された『東京ムービー アニメ主題歌大全集』にオープニング映像とエンディング映像のみ収録されている。
| 読売テレビをはじめとする日本テレビ系列 月曜 19:00 - 19:30                                       | 読売テレビをはじめとする日本テレビ系列 月曜 19:00 - 19:30                        | 読売テレビをはじめとする日本テレビ系列 月曜 19:00 - 19:30 |
| 前番組                                                                                          | 番組名                                                                           | 次番組                                                    |
| ----------------------------------------------------------------------------------------------- | -------------------------------------------------------------------------------- | --------------------------------------------------------- |
| ダーティペア（第1話 - 第23話） （1985年7月15日 - 12月23日） - ※ここまで日本テレビ制作のアニメ枠 | ロボタン（第2作） （1986年1月6日 - 9月15日） - ※ここから読売テレビ制作のアニメ枠 | ボスコアドベンチャー （1986年10月6日 - 1987年3月30日）    |

### 劇場アニメ
タイトルは『ロボタン』。過去のテレビ放映作品のブローアップ版で、内容は1986年1月6日の第1話の放送分である。松竹富士の配給で1989年3月11日に公開された。同時上映作は『おねがい!サミアどん』と『それいけ!アンパンマン キラキラ星の涙』。

#### スタッフ（劇場アニメ）
- 企画 - 菅沼章五
- 監督 - 奥脇雅晴
- 脚本 - 城山昇
- 作画監督 - 鈴木信一
- プロデューサー - 松井俊夫、諏訪道彦、徳永元嘉
- 製作 - 東京ムービー新社、大広、読売テレビ
- 配給 - 松竹富士